# 日本カバヤ・オハヨーホールディングス
日本カバヤ・オハヨーホールディングス株式会社（にっぽんカバヤ・オハヨーホールディングス、Nippon Kabaya Ohayo Holdings Inc.）は、岡山県岡山市北区に本社を置くカバヤ・オハヨーグループの持株会社。

## 概要
カバヤ・オハヨーグループは、カバヤ食品とオハヨー乳業を中心として、グループを形成してきた。
カバヤ・オハヨーグループは持株会社体制への移行に先立ち、2016年2月12日に「日本カバヤ・オハヨーホールディングス株式会社」を設立した。
2016年4月1日に持株会社体制へ移行し、同時に経営の意思決定・監督機能と業務執行機能を日本カバヤ・オハヨーホールディングスに集約した。同日付でカバヤ食品、オハヨー乳業などのグループ各社は日本カバヤ・オハヨーホールディングスの完全子会社となった。
2023年7月31日、総合ペットショップ事業を手掛けるライフパートナーイケダ株式会社の全事業（京山店を除く）を新設分割により「ライフパートナーイケダ株式会社」に継承し、同日新設会社の全株式をペッツファーストに譲渡した。旧法人は「株式会社イケダペットファーム」に商号変更し、同年11月1日付でオハヨー乳業が吸収合併した。
2024年5月28日、日本カバヤ・オハヨーホールディングスが保有するカバヤ食品の株式持分（70%）を都内の投資会社「D Capital株式会社」が運営する投資ファンドに売却し、連結子会社から外れることを発表した。なお、D Capitalは、運営するファンドを通じておやつカンパニーを所有している。
2024年7月下旬、予定通りD Capitalが運営するファンド「D Capital 1号投資事業有限責任組合」が出資する特別目的会社が日本カバヤ・オハヨーホールディングスの保有するカバヤ食品の株式持分（70%）を取得、同日付でカバヤ・オハヨーグループを離脱した。2024年9月28日現在、グループ各社WEBサイトや本社を置くスクエアビルからカバヤ食品の社名及びロゴマークが削除・撤去されている。なお、社名に「カバヤ」を冠するエクセルパック・カバヤ、ライフデザイン・カバヤ等のグループ企業は日本カバヤ・オハヨーホールディングスが直接株式を保有しており、本取引に含まれない。

## 池田家とカバヤ・オハヨーHDの関係
- 同社オーナーで代表取締役CEOを務めた池田基煕は、旧岡山藩主池田家第16代当主池田隆政の妻の池田厚子（昭和天皇第4皇女）の養子である。『週刊文春 2024年11月14日号』は関係者の話としてカバヤHDが「会社ぐるみで池田家への養子入り」を目指してきたとし、「社内で幹部を集めて『家』のことを話し合う会議を設け、社員が業務として取り組んでいる」と報じた[9]。

## グループ企業
- オハヨー乳業株式会社 - 牛乳・乳製品の製造販売
- エクセルパック・カバヤ株式会社 - パッケージング、板紙印刷、梱包資材販売
- 株式会社スクエアビル - 不動産事業。岡山駅前複合ビル「ターミナルスクエア」の管理運営などを行う
- 株式会社瀬戸内海経済レポート - 旧岡山日日新聞グループの社団法人瀬戸内海経済研究センターが改組
- 株式会社リンク＆リンケージ - 物流事業、システムインテグレーション事業
- 東京レジャー開発株式会社 - ゴルフ場運営
  - ザ・ロイヤル ゴルフクラブ
  - 富嶽カントリークラブ
  - カバヤゴルフクラブ
  - 伊勢中川カントリークラブ
  - 紀南カントリークラブ
  - カバヤゴルフガーデン
- ライフデザイン・カバヤ株式会社 - 住宅メーカー
- トータルアシスト・カバヤ株式会社 - 保険代理業
- 学校法人三友学園
  - 専門学校岡山情報ビジネス学院
  - クラーク記念国際高等学校岡山キャンパス
  - 希望高等学園

### 関連会社・関係会社
- カバヤ食品株式会社（30%）
- 岡山放送株式会社（34.1%）
- 株式会社池田動物園（筆頭株主、人的関係会社[注 1]）